# رينيه بوش
رينيه بوش (بالإستونية: Rene Busch)‏ هو لاعب كرة مضرب إستوني، ولد في 19 يوليو 1971.

## وصلات خارجية
- رينيه بوش على موقع رابطة محترفي التنس (الإنجليزية)
- رينيه بوش على موقع الاتحاد الدولي لكرة المضرب (الإنجليزية)
- رينيه بوش على موقع كأس ديفيز (الإنجليزية)
- رينيه بوش على موقع خلاصة التنس.كوم (الإنجليزية)